# UFC Fight Night: Maia vs. Askren
UFC Fight Night: Maia vs. Askren（ユーエフシー・ファイトナイト：マイア・バーサス・アスクレン、別名UFC Fight Night 162、UFC on ESPN+ 20）は、アメリカ合衆国の総合格闘技団体「UFC」の大会の一つ。2019年10月26日、シンガポール・カランのシンガポール・インドア・スタジアムで開催された。

## 大会概要
本大会ではデミアン・マイアとベン・アスクレンによるウェルター級戦が組まれた。

## 試合結果

### プレリミナリーカード
第1試合 ヘビー級 5分3R
○  ハファエル・ペソア・ヌネス vs.  ジェフ・ヒューズ ×
3R終了 判定3-0（30–27、30–27、30-27）
第2試合 女子ストロー級 5分3R
○  ローマ・ルックブンミー vs.  アレクサンドラ・アルブ ×
3R終了 判定2-1（30–27、28-29、30–27）
第3試合 ヘビー級 5分3R
○  セルゲイ・パブロビッチ vs.  モーリス・グリーン ×
1R 2:11 TKO（右フック→パウンド）
第4試合 フェザー級 5分3R
○  モフサル・エフロエフ vs.  エンリケ・バルソラ ×
3R終了 判定3-0（29-28、29-28、30-27）
第5試合 ライト級 5分3R
○  ラファエル・フィジエフ vs.  アレックス・ホワイト ×
3R終了 判定3-0（29-28、30-27、30-27）
第6試合 女子ストロー級 5分3R
○  ランダ・マルコス vs.  アシュリー・ヨーダー ×
3R終了 判定2-1（29-28、28-29、29-28）

### メインカード
第7試合 ウェルター級 5分3R
○  ムスリム・サリコフ vs.  ラウレアノ・スタロポリ ×
3R終了 判定3-0（30-26、30-26、29-28）
第8試合 ヘビー級 5分3R
○  シリル・ガーヌ vs.  ドンテイル・メイエス ×
3R 4:46 ヒールホールド
第9試合 ライト級 5分3R
○  ベニール・ダリウシュ vs.  フランク・カマチョ ×
1R 2:02 リアネイキドチョーク
第10試合 ライト級 5分3R
○  スティービー・レイ vs.  マイケル・ジョンソン ×
3R終了 判定2-0（29-28、29-28、28-28）
第11試合 ウェルター級 5分5R
○  デミアン・マイア vs.  ベン・アスクレン ×
3R 3:54 TKO（リアネイキドチョーク）

### 各賞
ファイト・オブ・ザ・ナイト： デミアン・マイア vs. ベン・アスクレン
パフォーマンス・オブ・ザ・ナイト： ベニール・ダリウシュ、シリル・ガーヌ
各選手にはボーナスとして5万ドルが授与された。

### カード変更
負傷などによるカードの変更は以下の通り。